# Vaganac
Vaganac is een plaats in de gemeente Gospić in de Kroatische provincie Lika-Senj. De plaats telt 52 inwoners (2001).